# 奎多·梅纳希
奎多·梅纳希 （Guido Menasci，1867年3月24日 - 1925年12月27日) 是一位意大利歌剧剧本作家。他曾與他人共同創作乡村骑士。里窝那有一條街道以他的名字命名。